# Marc Chagall
Mojša Zaharavič Šahałaŭ (bje. ćirilicom Мойша (Марк) Захаравіч Шагал, rus. Мойша Захаравіч Шагалаў), znan kao Marc Chagall (rus. Марк Шага́л) (Vitebsk, Bjelorusija 7. srpnja 1887. – Saint-Paul-de-Vence, 29. ožujka 1985.), bjeloruski slikar židovskog podrijetla.

## Životopis
Rođen je kao najstariji sin od devetero djece u siromašnoj obitelji. 1907. je započeo studij na Carskoj školi za lijepe umjetnosti u St. Petersburgu. U listopadu 1909. je u kući neke prijateljice u Vitebsku upoznao Bellu Rosenfeld u koju se zaljubio. Nakon studija je već počeo sticati ugled, kada mu je darežljivi pokrovitelj Max Vinaver osigurao sredstva kako bi se nastanio u Parizu, tada neprimjepornom umjetničkom središtu zapadnog svijeta. Zajedno s Picassom, Braqueom i ostalim, sada legendarnim ličnostima (kubizam i njegovi izdanici promijenili su likovnu umjetnost iz temelja), Chagall je tijekom svojih pariških godina i poslije upotrebljavao moderne tehnike, iako nikada nije napustio osobni izraz koji je već bio izgradio.
Pariz je za Chagalla postao "drugi Vitebsk" i on se gotovo sigurno namjeravao ondje stalno nastaniti. No 1914., dok je bio u posjetu Rusiji, buknuo je Prvi svjetski rat te se više nije mogao vratiti. Godine 1915. oženio se Bellom Rosenfeld, svojom zaručnicom od 1909. veličajući njihovu ljubav u znamenitom nizu djela koje je nastavio slikati čak nakon njezine smrti, trideset godina poslije. U međuvremenu, preživio je rat radeći u Uredu za ratno gospodarstvo, dapače nakon Oktobarske revolucije 1917. bio je komesar za lijepu umjetnost u Vitebsku.
Chagallovo komesarstvo ubrzo je završilo u neredu zbog svađe s drugovima umjetnicima, nakon čega je u Moskvi radio kao kazališni scenograf i neko vrijeme podučavao djecu u koloniji ratne siročadi. Napokon, 1922. godine jer je u Sovjetskom Savezu sve više jačalo neprijateljsko raspoloženje prema njegovoj apolitičnoj umjetnosti, Chagall, Bella i njegova kći Ida emigriraju. Njegov kratak posjet domovini potrajalo je osam godina.
Godine 1923. Chagall je dobio narudžbu od glasovitog francuskog trgovca umjetninama Ambroisea Vollarda da ilustrira ruskog klasika, Gogoljev roman Mrtve Duše. Chagallovi se udomljuju u Francuskoj i Marc postiže novu slavu kao ilustrator u gvašu i bakropisu. Istodobno nastavlja i svoju slikarsku karijeru. Godine koje su slijdile bile su sretne i uspješne, ispunjene radom i putovanjima, no od tridesetih godina sve više zasjenjene usponom fašizma, što se odrazilo u Chagallovim sumornim djelima.
Godine 1937. Chagall dobiva francusko državljanstvo – povlastica uskoro poništena početkom Drugog svjetskog rata, kada Francuska, poražena njemačkim "Blitzkriegom", biva podijeljena između nacista i kolaboracijskih vlasti. Chagall je sporo shvaćao opasnost svojega položaja i kao Židova i kao umjetnika kojeg su nacisti proglasili izopačenim. Zaista, bio je uhićen u travnju 1941., ali je pušten zahvaljujući američkom posredovanju te žurno, drugi put, odlazi u izbjeglištvo.
Proveo je ratne godine u Sjedinjenim Američkim Državama potišten ne samo zbog vijesti o ratu već i zbog Belline nagle smrti 1944. Nakon nekoliko godina s Engleskinjom Virginiom Haggard ostvario je novu vezu, koja je trajala do 1952. U međuvremenu se 1948. vratio u Francusku, te se zauvijek nastanio na jugu zemlje. Premda je putovao diljem svijeta, dani progonstva i izbjeglištva su iza njega. Brak s Valentinom Brodsky donio mu je postojanost koju je trebao.
Ostatak svog dugog života Chagall je posvetio iznimno plodnom stvaralaštvu. Izrađivao je tapiserije, grafike, mozaike, vitraje, skulpture i zidne slike.
Muzej Marca Chagalla se nalazi u kući u ulici Pokrovskaja u Vitebsku, koju je sagradio umjetnikov otac početkom 20. stoljeća. Marc Chagall je ovdje proveo svoju ranu mladost. Govorio je o tom razdoblju svoga života u autobiografiji "Moj život".

## Djela
- Rusiji magarcima i ostalima (1911.)

- Pjesnik (1911.)

- Ja i selo (1911. – 1912.)

- Vojnik pije (1912.)

- Adam i Eva (1912.)

- Golgota (1912.)

- Hommage Apollinaireu (1911. – 1913.)

- Promenada (1917.)

- Vjenčanje (1917. – 1918.)

- Dvostruki portret s čašom za vino (1917. – 1918.)

- Zeleni violinist (1923. – 1924.)

- Seljački život (1925.)

- Osamljenost (1933.)

- Revolucija (1937.)

- Bijelo raspeće (1937.)

- Pali anđeo (1923./1933./1947.)

- Svod Pariške opere (1964.)

- Prorok Jeremija (1968.)